# Enough Said
Enough Said és una pel·lícula dels Estats Units de Nicole Holofcener estrenada el 2013 als Estats Units, protagonitzada per Julia Louis-Dreyfus, James Gandolfini, Catherine Keener, Toni Collette i Ben Falcone.
Es tracta del penúltim film rodat per Gandolfini, mort tres mesos abans de l'estrena del film.

## Argument
Dos divorciats, Eva i Albert, es troben una tarda a casa d'uns amics comuns. Esdevenen ràpidament amants. Un dia, Eva simpatitza amb Marianne, sense saber que és l'ex-dona d'Albert.

## Repartiment
- Julia Louis-Dreyfus: Eva
- James Gandolfini: Albert
- Catherine Keener: Marianne, l'ex-dona d'Albert, poeta
- Toni Collette: Sarah, la millor amiga d'Eva
- Ben Falcone: Will, el marit de Sarah
- Eve Hewson: Tess, la filla d'Albert i de Marianne
- Tavi Gevinson: Chloe, la millor amiga de Ellen
- Tracey Fairaway: Ellen, la filla d'Eva i de Peter
- Toby Huss: Peter, l'ex-marit d'Eva
- Kathleen Rosa Perkins: Fran, la nova companya de Peter
- Amy Landecker: Debbie, la mare de Chloe
- Michaela Watkins: Hillary

## Producció
Enough Said va ser la cinquena pel·lícula escrita i dirigida per Nicole Holofcener. Després del llançament de la seva quarta pel·lícula, Please Give (2010), Matthew Greenfield i Claudia Lewis de Fox Searchlight es van oferir a produir el proper projecte de Holofcener amb la condició que fos més popular que les seves pel·lícules anteriors. Va escriure tres esborranys del guió durant sis mesos. La premissa es va inspirar en part en la pròpia vida de Holofcener com a mare divorciada de dos adolescents i els seus "sentiments i pors sobre com seria la [seva] vida quan els nens se n'anessin". Mentre escrivia la pel·lícula, va dir: "Estava pensant sobre el meu exmarit i el meu nou xicot i pensant a casar-me i com estic intentant tenir una relació que sigui més feliç la segona vegada." Petits detalls del la trama també es va extreure de la seva vida; l'hàbit de menjar guacamole de l'Albert es va inspirar en una història que el seu xicot li va explicar sobre la seva exdona.
Ni Julia Louis-Dreyfus ni James Gandolfini van ser la primera opció de Holofcener per interpretar els papers principals. Louis-Dreyfus va ser seleccionada després que es va apropar a Holofcener per expressar el seu interès a aparèixer en una de les seves pel·lícules. La primera opció de Holofcener com a Albert va ser Louis C.K., que va llegir part del guió però no estava interessat en el paper. Gandolfini no pensava que fos adequat per al paper, però Holofcener el va descriure més tard com a "perfecte". Catherine Keener, que va interpretar Marianne, és una col·laboradora freqüent d'Holofcener, després d'haver aparegut a les seves quatre pel·lícules anteriors.
La pel·lícula es va rodar durant 24 dies a Los Angeles, amb un pressupost de 8 milions de dòlars. Va ser filmada pel director de fotografia Xavier Pérez Grobet, amb qui Holofcener havia treballat anteriorment. la sèrie de televisió de HBO Enlightened. Tot i que cada escena estava escrita, els actors sovint van modificar línies de diàleg. L'escena final de la pel·lícula, en la qual Eva i Albert es reuneixen davant de casa seva, va ser improvisada per Louis-Dreyfus i Gandolfini. Va ser editada per Robert Frazen, el xicot d'Holofcener en aquell moment, que també havia treballat en les quatre pel·lícules anteriors.
És un dels últims films de James Gandolfini, mort el juny de 2013. L'edició de la pel·lícula ja estava acabada aleshores, però Holofcener va afegir una dedicatòria als crèdits finals que deia "For Jim" (per a Jim). Gandolfini mai va veure la pel·lícula completada.

## Premis i nominacions

### Premis
- Aliance of Women Film Journalists Awards 2013: millor directora i millor guionista per Nicole Holofcener
- Boston Society of Film Critics Awards 2013: millor guió
- St. Louis Film Critics Association Awards 2013: millor comèdia
- Women Film Critics Circle Awards 2013: millor film realitzat per una dona

### Nominacions
- Washington D.C. Area Film Critics Association Awards 2013:
  - Millor actor a un segon paper per James Gandolfini
  - Millor guió original per Nicole Holofcener
- Critics' Choice Movie Awards 2014:
  - Millor actor a un segon paper per James Gandolfini
  - Millor comèdia
  - Millor actor a una comèdia per James Gandolfini
  - Millor actriu a una comèdia per Julia Louis-Dreyfus
- Globus d'Or del 2014: millor actriu a un film musical o comèdia per Julia Louis-Dreyfus
- Premis Independent Spirit 2014:
  - Millor actor per James Gandolfini
  - Millor guió per Nicole Holofcener
- Satellite Awards 2014:
  - Millor actriu per Julia Louis-Dreyfus
  - Millor guió original per Nicole Holofcener
- Screen Actors Guild Awards 2014: millor actor en un segon paper per Julia Louis-Dreyfus

## Rebuda
- "Té dues virtuts elementals (...) que la converteixen en una pel·lícula irresistible: una escriptura subtil, sensible, i que al mateix temps pot ser lleugera i transcendent; i un treball interpretatiu magnífic"[16]
- Discorre suau, serena, agradablement, conscient sens dubte de tenir un repartiment que traurà les castanyes del foc (...) El millor: Gandolfini (...) El pitjor: el seu aspecte de poca cosa (...) Puntuació: ★★★ (sobre 5)"[17]
- "Una mordaç però compassiva comèdia ben traçada. (...) disfrutable (...) meravellós James Gandolfini en una de les seves últimes interpretacions"[18]